# 일산직업능력개발원
일산직업능력개발원은 장애인의 직업교육 훈련 및 직업재활 교육을 위해 설립된 한국장애인고용공단 소속 직업훈련기관이다. 경기도 고양시 일산서구 탄현로 155(탄현동)에 위치하고 있다.

## 조직

### 일산직업능력개발원
- 능력개발처
  - 맞춤인력팀
  - 특화훈련팀
- 직업지원처
  - 지원팀
  - 재활상담팀